# 潘文廸
潘文迪（英語：Poon Man Tik，1975年2月24日—），生於香港，退役香港足球運動員，司職正中場及防守中場中堅，持有亞洲足球協會A級足球教練牌照。
他曾執教的球隊包括愉園、深水埗、南華13歲以下足球隊教練、香港足球代表隊青年隊。他又曾於中華台北足球代表隊擔任助教及任車路士足球學校的教練。
他曾為無綫電視基本藝人合約藝員及足球評述員，已於2019年4月結束合約。

## 簡歷
潘文迪胞弟潘文俊亦為前香港甲組足球聯賽球員。潘文迪自小於九龍牛頭角下邨成長，1987年畢業於天主教柏德學校上午校，升讀慕光英文書院（1990年中三），後來在1992年畢業於高雷中學中五年級。

## 球會生涯
潘文迪效力過聲控通、好易通、東方、南華、晨曦及愉園等香港甲組足球聯賽足球會，於2009年夏天轉投首次升上甲組的大中，並且兼任助理教練。

## 教練生涯
2009年夏季，潘文迪轉投大中，並且兼任助理教練。2010年7月，潘文迪獲得委任為香港聯賽選手隊助理教練。
2010年8月8日，潘文迪與女朋友Carnic於跑馬地聖瑪加利大堂舉行婚禮。
2015年1月20日，香港甲組足球聯賽愉園透過其facebook官方專頁公佈，潘文迪加盟教練團，擔任主教練至季尾。
2022年7月11日，香港超級聯賽深水埗透過其facebook官方專頁公佈，潘文迪加盟教練團，擔任主教練。

## 拍攝廣告
潘文迪於初出道時偶爾客串擔任廣告模特兒，亦參與拍攝過多部電視廣告，最為人熟悉的為於1991年演出的益力多廣告。潘文迪也有在《功夫足球》中客串樸迪路一角。

## 劇集/訪問/主持
- 2010年：《世界盃動起來》（無綫電視）
- 2012年：《倫敦奧運開幕禮》、《倫敦奧運閉幕禮》（無綫電視）
- 2012年：《歐洲國家盃2012全城起動》（無綫電視）
- 2012年：《體育世界》（無綫電視）
- 2013年：《2013年曼聯之旅香港站》（無綫電視）
- 2013年7月1日：《今日VIP》（無綫電視）
- 2014年6月16日：《兄弟幫》（無綫電視）
- 2014年：《32強事先張揚》（無綫電視）
- 2014年：《熱爆巴西》（無綫電視）
- 2014年：《廉政行動2014》（無綫電視）
- 2015年：《倩女喜相逢》 飾 武科考生（無綫電視）
- 2018年：《三個女人一個「因」》（無綫電視）
- 2018年：《大玩特玩》客席主持（無綫電視）

## 足球評述員
潘文迪於球員生涯晚期，在無綫電視及ESPN擔任客席足球評述員，評述過歐聯、英格蘭足總盃及香港甲組足球聯賽等賽事。

## 外部連結
- 香港足球總會註冊球員資料 （页面存档备份，存于）
- 大中足球會官方網頁球員資料 （页面存档备份，存于）